# Grand Prix Włoch 2010
Grand Prix Włoch 2010 – czternasta runda Mistrzostw Świata Formuły 1 w sezonie 2010. Grand Prix została rozegrana w Monzy pod Mediolanem.

## Lista startowa
| Nr | Kierowca           | Zespół                       | Samochód          | Silnik               | Opony |
| -- | ------------------ | ---------------------------- | ----------------- | -------------------- | ----- |
| 1  | Jenson Button      | Vodafone McLaren Mercedes    | McLaren MP4-25    | Mercedes-Benz FO108X | B     |
| 2  | Lewis Hamilton     | Vodafone McLaren Mercedes    | McLaren MP4-25    | Mercedes-Benz FO108X | B     |
| 3  | Michael Schumacher | Mercedes GP Petronas F1 Team | Mercedes MGP W01  | Mercedes-Benz FO108X | B     |
| 4  | Nico Rosberg       | Mercedes GP Petronas F1 Team | Mercedes MGP W01  | Mercedes-Benz FO108X | B     |
| 5  | Sebastian Vettel   | Red Bull Racing              | Red Bull RB6      | Renault RS27-2010    | B     |
| 6  | Mark Webber        | Red Bull Racing              | Red Bull RB6      | Renault RS27-2010    | B     |
| 7  | Felipe Massa       | Scuderia Marlboro Ferrari    | Ferrari F10       | Ferrari 056          | B     |
| 8  | Fernando Alonso    | Scuderia Marlboro Ferrari    | Ferrari F10       | Ferrari 056          | B     |
| 9  | Rubens Barrichello | AT&T WilliamsF1 Team         | Williams FW32     | Cosworth CA2010      | B     |
| 10 | Nico Hülkenberg    | AT&T WilliamsF1 Team         | Williams FW32     | Cosworth CA2010      | B     |
| 11 | Robert Kubica      | Renault F1 Team              | Renault R30       | Renault RS27-2010    | B     |
| 12 | Witalij Pietrow    | Renault F1 Team              | Renault R30       | Renault RS27-2010    | B     |
| 14 | Adrian Sutil       | Force India Formula One Team | Force India VJM03 | Mercedes-Benz FO108X | B     |
| 14 | Paul di Resta      | Force India Formula One Team | Force India VJM03 | Mercedes-Benz FO108X | B     |
| 15 | Vitantonio Liuzzi  | Force India Formula One Team | Force India VJM03 | Mercedes-Benz FO108X | B     |
| 16 | Sébastien Buemi    | Scuderia Toro Rosso          | Toro Rosso STR5   | Ferrari 056          | B     |
| 17 | Jaime Alguersuari  | Scuderia Toro Rosso          | Toro Rosso STR5   | Ferrari 056          | B     |
| 18 | Jarno Trulli       | Lotus F1 Racing              | Lotus T127        | Cosworth CA2010      | B     |
| 19 | Heikki Kovalainen  | Lotus F1 Racing              | Lotus T127        | Cosworth CA2010      | B     |
| 20 | Sakon Yamamoto     | HRT F1 Team                  | Hispania F110     | Cosworth CA2010      | B     |
| 21 | Bruno Senna        | HRT F1 Team                  | Hispania F110     | Cosworth CA2010      | B     |
| 22 | Pedro de la Rosa   | BMW Sauber F1 Team           | BMW Sauber C29    | Ferrari 056          | B     |
| 23 | Kamui Kobayashi    | BMW Sauber F1 Team           | BMW Sauber C29    | Ferrari 056          | B     |
| 24 | Timo Glock         | Virgin Racing                | Virgin VR-01      | Cosworth CA2010      | B     |
| 25 | Lucas Di Grassi    | Virgin Racing                | Virgin VR-01      | Cosworth CA2010      | B     |
| Nr | Kierowca           | Zespół                       | Samochód          | Silnik               | Opony |

## Wyniki

### Sesje treningowe
| Sesja | Nr | Kierowca         | Konstruktor      | Czas     | Okr. |
| ----- | -- | ---------------- | ---------------- | -------- | ---- |
| 1     | 1  | Jenson Button    | McLaren-Mercedes | 1:23,693 | 28   |
| 2     | 5  | Sebastian Vettel | Red Bull-Renault | 1:22,839 | 27   |
| 3     | 2  | Lewis Hamilton   | McLaren-Mercedes | 1:22,498 | 19   |

### Kwalifikacje
Źródło: Wyprzedź Mnie!
| Poz. | Nr | Kierowca           | Konstruktor          | Q1       | Q2       | Q3       | Poz. s. |
| --- | --- | ------------------ | -------------------- | -------- | -------- | -------- | ------- |
| 1 | 8 | Fernando Alonso    | Ferrari              | 1:22,646 | 1:22,297 | 1:21,962 | 1       |
| 2 | 1 | Jenson Button      | McLaren-Mercedes     | 1:23,085 | 1:22,354 | 1:22,084 | 2       |
| 3 | 7 | Felipe Massa       | Ferrari              | 1:22,421 | 1:22,610 | 1:22,293 | 3       |
| 4 | 6 | Mark Webber        | Red Bull-Renault     | 1:23,431 | 1:22,706 | 1:22,433 | 4       |
| 5 | 2 | Lewis Hamilton     | McLaren-Mercedes     | 1:22,830 | 1:22,394 | 1:22,623 | 5       |
| 6 | 5 | Sebastian Vettel   | Red Bull-Renault     | 1:23,235 | 1:22,701 | 1:22,675 | 6       |
| 7 | 4 | Nico Rosberg       | Mercedes             | 1:23,529 | 1:23,055 | 1:23,027 | 7       |
| 8 | 10 | Nico Hülkenberg    | Williams-Cosworth    | 1:23,516 | 1:22,989 | 1:23,037 | 8       |
| 9 | 11 | Robert Kubica      | Renault              | 1:23,234 | 1:22,880 | 1:23,039 | 9       |
| 10 | 9 | Rubens Barrichello | Williams-Cosworth    | 1:23,695 | 1:23,142 | 1:23,328 | 10      |
| 11 | 14 | Adrian Sutil       | Force India-Mercedes | 1:23,493 | 1:23,199 | –        | 11      |
| 12 | 3 | Michael Schumacher | Mercedes             | 1:23,840 | 1:23,388 | –        | 12      |
| 13 | 20 | Kamui Kobayashi    | BMW Sauber-Ferrari   | 1:24,273 | 1:23,659 | –        | 13      |
| 14 | 16 | Sébastien Buemi    | STR-Ferrari          | 1:23,744 | 1:23,681 | –        | 14      |
| 15 | 12 | Witalij Pietrow    | Renault              | 1:24,086 | 1:23,819 | –        | 20      |
| 16 | 17 | Jaime Alguersuari  | STR-Ferrari          | 1:24,083 | 1:23,919 | –        | 15      |
| 17 | 22 | Pedro de la Rosa   | BMW Sauber-Ferrari   | 1:24,442 | 1:24,044 | –        | 16      |
| 18 | 18 | Jarno Trulli       | Lotus-Cosworth       | 1:25,540 | –        | –        | 17      |
| 19 | 19 | Heikki Kovalainen  | Lotus-Cosworth       | 1:25,742 | –        | –        | 18      |
| 20 | 15 | Vitantonio Liuzzi  | Force India-Mercedes | 1:25,774 | –        | –        | 19      |
| 21 | 24 | Timo Glock         | Virgin-Cosworth      | 1:25,934 | –        | –        | 24      |
| 22 | 25 | Lucas Di Grassi    | Virgin-Cosworth      | 1:25,974 | –        | –        | 21      |
| 23 | 21 | Bruno Senna        | HRT-Cosworth         | 1:26,847 | –        | –        | 22      |
| 24 | 20 | Sakon Yamamoto     | HRT-Cosworth         | 1:27,020 | –        | –        | 23      |
| Poz. | Nr | Kierowca           | Konstruktor          | Q1       | Q2       | Q3       | Poz. s. |
| \| Legenda \| Legenda \| \| ------------------------ \| ---------------------------------------------------------------------------------------------------------------------------------------------------------------------------------------------------------------------------------------------------------------- \| \| Poz. Nr Q1 Q2 Q3 Poz. s. \| Pozycja zajęta w sesji kwalifikacyjnej Numer startowy kierowcy Wynik uzyskany w pierwszej części kwalifikacji Wynik uzyskany w drugiej części kwalifikacji Wynik uzyskany w trzeciej części kwalifikacji Pozycja startowa po uwzględnięniu kar, przesunięć, itp. \| | |                    |                      |          |          |          |         |
| Legenda | |                    |                      |          |          |          |         |
| Poz. Nr Q1 Q2 Q3 Poz. s. | Pozycja zajęta w sesji kwalifikacyjnej Numer startowy kierowcy Wynik uzyskany w pierwszej części kwalifikacji Wynik uzyskany w drugiej części kwalifikacji Wynik uzyskany w trzeciej części kwalifikacji Pozycja startowa po uwzględnięniu kar, przesunięć, itp. |                    |                      |          |          |          |         |

### Wyścig

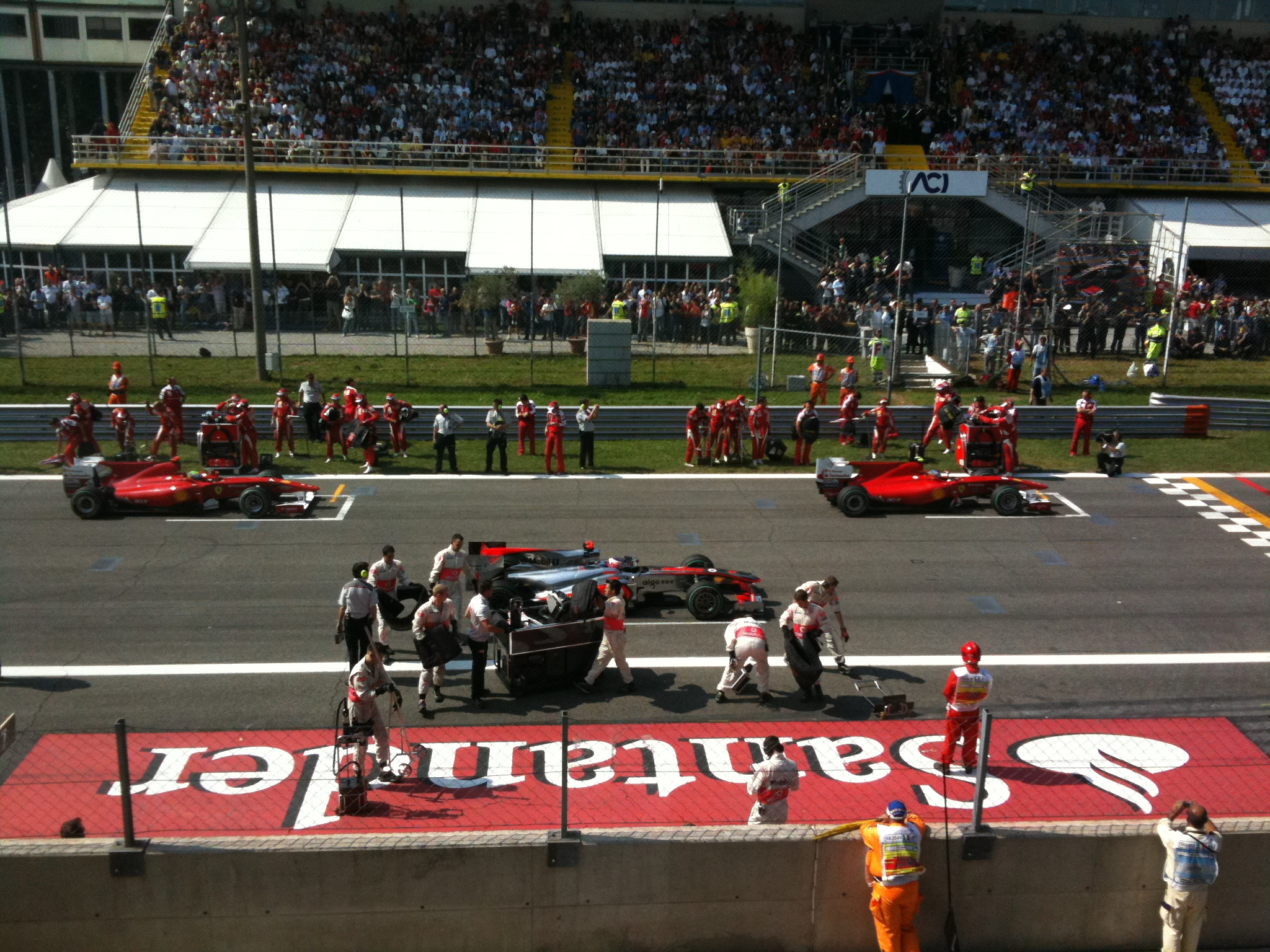
Fernando Alonso, Jenson Button i Felipe Massa na polach startowych

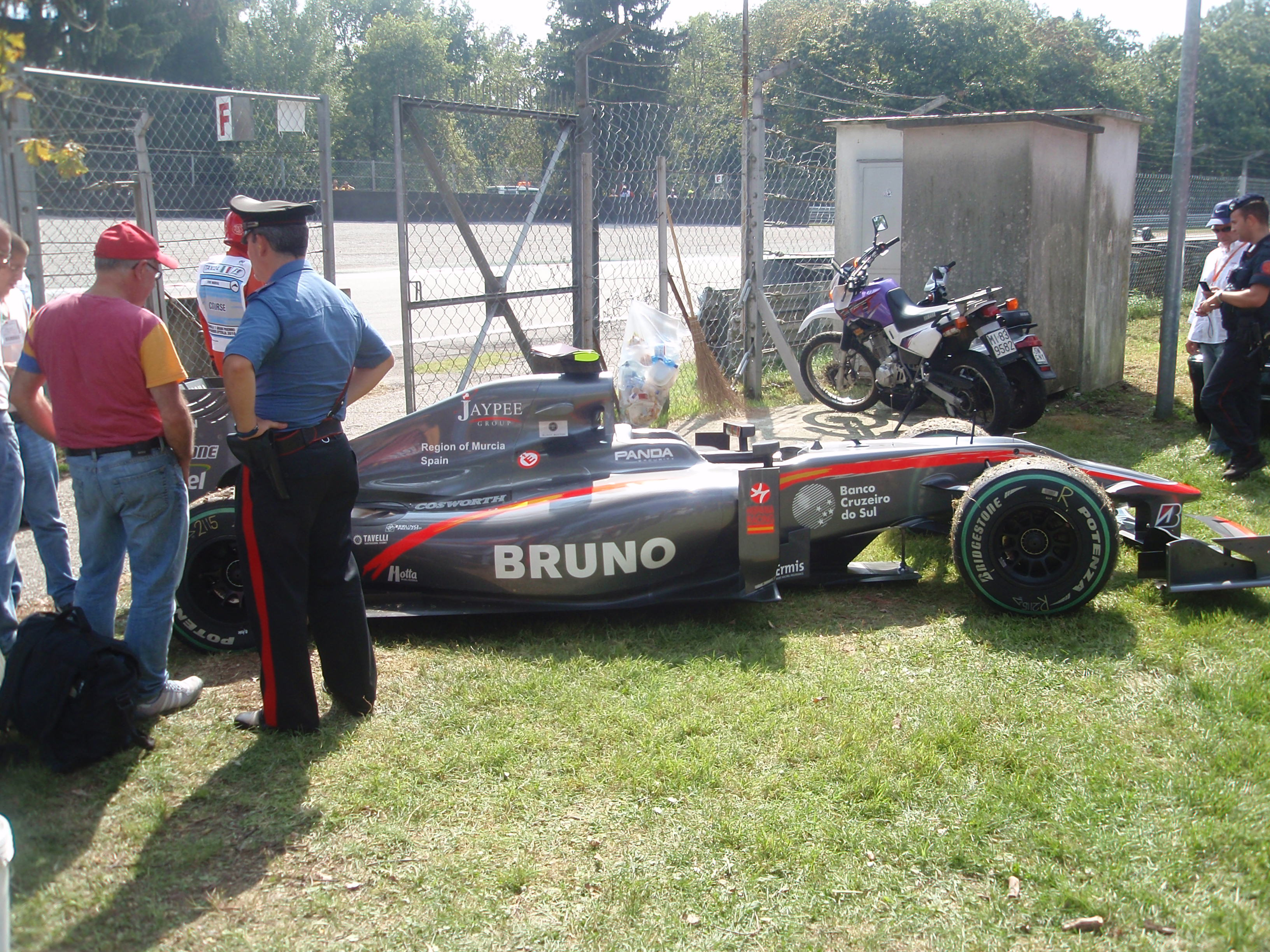
Samochód Bruno Senny, który wycofał się z wyścigu

Źródło: Wyprzedź Mnie!
| P                 | + / –     | Nr | Kierowca           | Konstruktor          | Okr. | Czas / Strata    | Komentarz                   |
| ----------------- | --------- | -- | ------------------ | -------------------- | ---- | ---------------- | --------------------------- |
| 1                 | Bez zmian | 8  | Fernando Alonso    | Ferrari              | 53   | 1h16m24,572      |                             |
| 2                 | Bez zmian | 1  | Jenson Button      | McLaren-Mercedes     | 53   | +0:02,938        |                             |
| 3                 | Bez zmian | 7  | Felipe Massa       | Ferrari              | 53   | +0:04,223        |                             |
| 4                 | 2         | 5  | Sebastian Vettel   | Red Bull-Renault     | 53   | +0:28,196        |                             |
| 5                 | 2         | 4  | Nico Rosberg       | Mercedes             | 53   | +0:29,942        |                             |
| 6                 | 2         | 6  | Mark Webber        | Red Bull-Renault     | 53   | +0:31,276        |                             |
| 7                 | 1         | 10 | Nico Hülkenberg    | Williams-Cosworth    | 53   | +0:32,812        |                             |
| 8                 | 1         | 11 | Robert Kubica      | Renault              | 53   | +0:34,028        |                             |
| 9                 | 3         | 3  | Michael Schumacher | Mercedes             | 53   | +0:44,948        |                             |
| 10                | Bez zmian | 9  | Rubens Barrichello | Williams-Cosworth    | 53   | +1:04,213        |                             |
| 11                | 3         | 16 | Sébastien Buemi    | Toro Rosso-Ferrari   | 53   | +1:05,056        |                             |
| 12                | 1         | 15 | Vitantonio Liuzzi  | Force India-Mercedes | 53   | +1:06,106        |                             |
| 13                | 7         | 12 | Witalij Pietrow    | Renault              | 53   | +1:18,919        |                             |
| 14                | 2         | 22 | Pedro de la Rosa   | BMW Sauber-Ferrari   | 52   | +1 okr.          |                             |
| 15                | Bez zmian | 17 | Jaime Alguersuari  | Toro Rosso-Ferrari   | 52   | +1 okr. (06,694) |                             |
| 16                | 5         | 14 | Adrian Sutil       | Force India-Mercedes | 52   | +1 okr. (00,414) |                             |
| 17                | 7         | 24 | Timo Glock         | Virgin-Cosworth      | 51   | +2 okr.          |                             |
| 18                | Bez zmian | 19 | Heikki Kovalainen  | Lotus-Cosworth       | 51   | +2 okr. (02,395) |                             |
| 19                | 4         | 20 | Sakon Yamamoto     | HRT-Cosworth         | 51   | +2 okr. (55,175) |                             |
| 20                | 1         | 25 | Lucas Di Grassi    | Virgin-Cosworth      | 50   | +3 okr.          | zawieszenie                 |
| Niesklasyfikowani |           |    |                    |                      |      |                  |                             |
|                   |           | 18 | Jarno Trulli       | Lotus-Cosworth       | 46   |                  | skrzynia biegów             |
|                   |           | 21 | Bruno Senna        | HRT-Cosworth         | 11   |                  | hydraulika                  |
|                   |           | 2  | Lewis Hamilton     | McLaren-Mercedes     | 0    |                  | kolizja z Massą             |
|                   |           | 23 | Kamui Kobayashi    | BMW Sauber-Ferrari   | 0    |                  | elektronika/skrzynia biegów |
| P                 | + / –     | Nr | Kierowca           | Konstruktor          | Okr. | Czas / Strata    | Komentarz                   |

### Najszybsze okrążenie
Źródło: Wyprzedź Mnie!
| Nr | Kierowca        | Konstruktor | Czas     | Okr. |
| -- | --------------- | ----------- | -------- | ---- |
| 8  | Fernando Alonso | Ferrari     | 1:24,139 | 32   |

## Prowadzenie w wyścigu
| Nr                              | Kierowca        | Okrążenia | Suma |
| ------------------------------- | --------------- | --------- | ---- |
| 2                               | Jenson Button   | 1-35      | 35   |
| 8                               | Fernando Alonso | 36, 39-53 | 16   |
| 7                               | Felipe Massa    | 37-38     | 2    |
| \| Wykres \| \| ------ \| \| \| |                 |           |      |
| Wykres                          |                 |           |      |
|                                 |                 |           |      |

## Klasyfikacja po wyścigu
Źródło: Wyprzedź Mnie!

### Kierowcy
| P  | +/− | Kierowca           | Starty | Punkty | P1 | P2 | P3 | PP | NO | NS |
| -- | --- | ------------------ | ------ | ------ | -- | -- | -- | -- | -- | -- |
| 1  | +1  | Mark Webber        | 14     | 187    | 4  | 2  | 1  | 5  | 2  | 1  |
| 2  | −1  | Lewis Hamilton     | 14     | 182    | 3  | 3  | 1  | 1  | 3  | 2  |
| 3  | +1  | Fernando Alonso    | 14     | 166    | 3  | 2  | 1  | 1  | 2  | 1  |
| 4  | 0   | Jenson Button      | 14     | 165    | 2  | 3  | 1  | –  | 1  | 2  |
| 5  | −2  | Sebastian Vettel   | 14     | 163    | 2  | 1  | 3  | 7  | 3  | 2  |
| 6  | 0   | Felipe Massa       | 14     | 124    | –  | 2  | 2  | –  | –  | –  |
| 7  | +1  | Nico Rosberg       | 14     | 112    | –  | –  | 4  | –  | –  | 1  |
| 8  | −1  | Robert Kubica      | 14     | 108    | –  | 1  | 2  | –  | 1  | 2  |
| 9  | +1  | Michael Schumacher | 14     | 46     | –  | –  | –  | –  | –  | 1  |
| 10 | −1  | Adrian Sutil       | 14     | 45     | –  | –  | –  | –  | –  | 1  |
| 11 | 0   | Rubens Barrichello | 14     | 31     | –  | –  | –  | –  | –  | 2  |
| 12 | 0   | Kamui Kobayashi    | 14     | 21     | –  | –  | –  | –  | –  | 7  |
| 13 | 0   | Witalij Pietrow    | 14     | 19     | –  | –  | –  | –  | 1  | 3  |
| 14 | +1  | Nico Hülkenberg    | 14     | 13     | –  | –  | –  | –  | –  | 3  |
| 15 | −1  | Vitantonio Liuzzi  | 14     | 12     | –  | –  | –  | –  | –  | 2  |
| 16 | 0   | Sébastien Buemi    | 14     | 7      | –  | –  | –  | –  | –  | 4  |
| 17 | 0   | Pedro de la Rosa   | 14     | 6      | –  | –  | –  | –  | –  | 6  |
| 18 | 0   | Jaime Alguersuari  | 14     | 3      | –  | –  | –  | –  | –  | 2  |
| 19 | 0   | Heikki Kovalainen  | 14     | 0      | –  | –  | –  | –  | –  | 5  |
| 20 | 0   | Karun Chandhok     | 10     | 0      | –  | –  | –  | –  | –  | 2  |
| 21 | 0   | Lucas Di Grassi    | 14     | 0      | –  | –  | –  | –  | –  | 6  |
| 22 | 0   | Jarno Trulli       | 14     | 0      | –  | –  | –  | –  | –  | 5  |
| 23 | 0   | Bruno Senna        | 13     | 0      | –  | –  | –  | –  | –  | 8  |
| 24 | 0   | Timo Glock         | 14     | 0      | –  | –  | –  | –  | –  | 5  |
| 25 | 0   | Sakon Yamamoto     | 5      | 0      | –  | –  | –  | –  | –  | 1  |
| P  | +/− | Kierowca           | Starty | Punkty | P1 | P2 | P3 | PP | NO | NS |

### Konstruktorzy
| P  | +/− | Konstruktor          | Starty | Punkty | P1 | P2 | P3 | PP | NO | NS |
| -- | --- | -------------------- | ------ | ------ | -- | -- | -- | -- | -- | -- |
| 1  | 0   | Red Bull-Renault     | 28     | 350    | 6  | 3  | 4  | 12 | 5  | 3  |
| 2  | 0   | McLaren-Mercedes     | 28     | 347    | 5  | 6  | 2  | 1  | 4  | 4  |
| 3  | 0   | Ferrari              | 28     | 290    | 3  | 4  | 3  | 1  | 3  | 2  |
| 4  | 0   | Mercedes             | 28     | 158    | –  | –  | 3  | –  | –  | 2  |
| 5  | 0   | Renault              | 28     | 127    | –  | 1  | 2  | –  | 2  | 5  |
| 6  | 0   | Force India-Mercedes | 28     | 58     | –  | –  | –  | –  | –  | 3  |
| 7  | 0   | Williams-Cosworth    | 28     | 47     | –  | –  | –  | –  | –  | 5  |
| 8  | 0   | BMW Sauber-Ferrari   | 27     | 27     | –  | –  | –  | –  | –  | 13 |
| 9  | 0   | Toro Rosso-Ferrari   | 28     | 10     | –  | –  | –  | –  | –  | 6  |
| 10 | 0   | Lotus-Cosworth       | 26     | 0      | –  | –  | –  | –  | –  | 11 |
| 11 | 0   | HRT-Cosworth         | 28     | 0      | –  | –  | –  | –  | –  | 11 |
| 12 | 0   | Virgin-Cosworth      | 27     | 0      | –  | –  | –  | –  | –  | 11 |
| P  | +/− | Konstruktor          | Starty | Punkty | P1 | P2 | P3 | PP | NO | NS |